# Symphonie no 9 d'Arnold
Pour les articles homonymes, voir Symphonie no 9.
 (février 2024).
Si vous disposez d'ouvrages ou d'articles de référence ou si vous connaissez des sites web de qualité traitant du thème abordé ici, merci de compléter l'article en donnant les références utiles à sa vérifiabilité et en les liant à la section « Notes et références ».
La Symphonie no 9, Op. 128 de Malcolm Arnold est une symphonie écrite en 1986. Elle a été jouée pour la première fois en 1988 par le NCOS Symphony Orchestra (aujourd'hui disparu) du Goldsmiths' College dirigé par Charles Groves à Greenwich en présence d'un auditoire choisi. La création professionnelle et publique a eu lieu le 20 janvier 1992 par l'Orchestre philharmonique de la BBC à Manchester également dirigé par Charles Groves.
La symphonie est dédiée à Anthony Day, qui s'est occupé de Malcolm Arnold entre 1984 et 2006.

## Structure
L'œuvre comprend quatre mouvements:
1. Vivace
2. Allegretto
3. Giubiloso
4. Lento

Le dernier mouvement dure aussi longtemps que les trois premiers et est très peu animé et varié. Dans un entretien avec le chef Andrew Penny, le compositeur a indiqué qu'il avait recherché que la symphonie "débouche sur l'infini..".

## Orchestration
| Instrumentation de la neuvième symphonie                                      |
| Cordes                                                                        |
| premiers violons, seconds violons, altos, violoncelles, contrebasses, 1 harpe |
| Bois                                                                          |
| 2 flûtes, 1 piccolo, 2 hautbois, 2 clarinettes, 2 bassons                     |
| Cuivres                                                                       |
| 4 cors, 3 trompettes, 3 trombones, 1 tuba                                     |
| Percussions                                                                   |
| timbales, 2 percussionnistes                                                  |

## Enregistrements
- 1996 Andrew Penny et l'Orchestre symphonique de la radio-télévision irlandaise chez Naxos 8.553540 ()
- 1996 Vernon Handley et l'Orchestre symphonique de Bournemouth chez Conifer Records 75605-51273-2 (réédition Decca 4765337) ()
- 2001 Rumon Gamba et l'Orchestre philharmonique de la BBC chez Chandos Records CHAN 9967 ()